# Шубаркудук
Шубаркуду́к (каз. Шұбарқұдық) — селище, адміністративний центр Темірського району Актюбінської області Казахстану. Адміністративний центр Жаксимайського сільського округу.
У радянські часи селище мало статус смт.
Населення — 14125 осіб (2021; 11199 у 2009, 10722 у 1999, 12217 у 1989).